# Menisorus pauciflorus
Menisorus pauciflorus är en kärrbräkenväxtart som först beskrevs av William Jackson Hooker, och fick sitt nu gällande namn av Arthur Hugh Garfit Alston. Menisorus pauciflorus ingår i släktet Menisorus och familjen Thelypteridaceae. Inga underarter finns listade.